# Svensk Adressändring
Svensk Adressändring AB är ett företag som hanterar adressändringar, tillfällig och definitiv eftersändning av post samt lagring av adresserade brevförsändelser.
Det bildades i samband med att postmarknaden avreglerades i oktober 1993. Verksamheten påbörjades i liten skala i april 1994 och utvidgades till att omfatta hela landet från 1 oktober samma år. De första åren hanterades alla adressändringar antingen via telefon eller postkontor, men 1998 kunde man göra en beställning via företagets webbsida.  
Svensk Adressändring grundades gemensamt av Posten och CityMail i slutet av 1993. Idag äger PostNord AB 85 % och Citymail 15% av båda bolagen Svensk Adressändring AB och AddressPoint AB. Systerbolaget AddressPoint AB bildades under 2000 för att hjälpa Svensk Adressändrings kunder att uppdatera sina adresser hos bolag man är kund hos i samband med en flytt. 
Bolaget utgör en del av den svenska postala infrastrukturen och svarar för att adressändringar från privatpersoner och företag samlas in och kvalitetskontrolleras. Adressändringarna levereras dagligen till de postoperatörer som har tillstånd från Post- och Telestyrelsen för sin verksamhet; Postnord, Citymail och andra postoperatörer. Uppgifterna levereras även till Skatteverket och Statistiska Centralbyrån.